# Пірке
Пі́рке (ісп. Pirque) — місто в Чилі. Адміністративний центр однойменної комуни. Населення міста - 4855 осіб (2002). Місто і комуна входить до складу провінції Кордильєра та Столичної регіону.
Місто входить до складу міська агломерація міської агломерації Великий Сантьяго.
Територія — 445,3 км². Чисельність населення - 26 521 житель (2017). Щільність населення - 59,6 чол./км².

## Розташування
Місто розташоване за 21 км на південь від столиці Чилі міста Сантьяго.
Комуна межує:
- на півночі - з комуною Пуенте-Альто
- на сході — з комуною Сан-Хосе-де-Майпо
- на півдні - з комуною Мостасаль
- на південному заході — з комуною Пайне
- на заході — з комуною Буїн